# Antonio Vela Herranz
Antonio Vela y Herranz (Pardos, provincia de Guadalajara, 17 de enero de 1865 - Madrid, 8 de junio de 1927) fue un físico y astrónomo español.

## Biografía
Bachiller en Guadalajara, se licenció en ciencias físicas y exactas en la Universidad Central de Madrid pensionado por la Diputación Provincial de Guadalajara. En 1884 comenzó a trabajar como astrónomo en el Observatorio Astronómico de Madrid. Entre 1900 y 1905 formó parte en expediciones a Burgos y Plasencia para determinar las coordenadas geográficas para la observación de eclipses de sol. De 1919 a 1927 fue director del Observatorio Astronómico de Madrid .
Desde 1890 fue profesor auxiliar de la Facultad de Ciencias de la Universidad Central de Madrid, en la que obtuvo la cátedra de astronomía física en 1908. De 1895 a 1898 fue Consejero de Instrucción Pública. Miembro de la Real Sociedad Española de Física y Química y de la Real Sociedad Astronómica de Londres y socio correspondiente del Instituto de Coimbra. En 1919 fue elegido académico de la Real Academia de Ciencias Exactas, Físicas y Naturales, en la que ingresó al año siguiente con el discurso Magnitudes estelares.

## Obras
- Estudio del teodolito y del anteojo de pases de Salmoiraghy
- Determinación de la latitud y hora en las estaciones de Plasencia y Burgos
- Observaciones de cometas
- Límites del espectro solar
- Problemas y métodos astronómicos